# Danna Paola
Danna Paola, pseudonimo di Danna Paola Rivera Munguía (Città del Messico, 23 giugno 1995), è una cantante, attrice e compositrice messicana.

## Biografia
È la figlia di Patricia Munguia e Juan José Rivera, che è stato il cantante dei Grupo Ciclón e Los Caminantes.
Nel 1999 entrò nel casting di produzione Televisa per la ricerca di talenti giovanili per il programma Plaza Sésamo; partecipò inoltre al programma Hoy per otto mesi. Due anni dopo prese parte alla prima telenovela di Rosy Ocampo dal titolo Rayito de luz. E nello stesso 2001, all'età di sei anni, fu la protagonista nella sua prima soap opera, dal titolo Maria Belen, raggiungendo un rilevante successo di critica. La soap Maria Belen è stata distribuita in oltre diciannove paesi, e le bambole di Danna Paola sono state vendute in più di 20 000 unità. In questa telenovela, la Universal Music le propose di registrare il suo primo CD che si intitolerà Mi globo azul.
Nel 2004 partecipò al programma Amy, la niña de la mochila azul, da cui furono estratti anche due CD e un DVD, e a cui seguì un tour. Nel 2005 incise tre album: Oceano, Chiquita pero picosa e Canta como Danna Paola. Nel 2006 partecipò alla telenovela Pablo e Andrea vincendo il suo secondo premio; in quell'anno uscì la seconda parte del album Canta como Danna Paola con il DVD allegato. L'anno successivo la cantante pubblicò un altro album dal titolo Danna Paola Ep, con cinque canzoni, e nello stesso anno intervenne al programma Muchachitas como tú.
Nel 2008 prese parte a due telenovelas, Querida enemiga e Arráncame la vida. L'anno dopo fu scelta come protagonista nella serie Atrévete a soñar da cui vennero tratti tre album, vinse tre premi e fece un concerto dal vivo (da cui fu tratto anche un album). Nel 2010 registrò la canzone e il video di Yo soy tu amigo fiel insieme ad Aleks Syntek per il cartone animato Toy Story 3 - La grande fuga.
Nel 2011 fu la voce latino-americana della principessa Disney Rapunzel. Le canzoni presenti sono cantate da lei stessa e da Chayanne, e in seguito furono raccolte nel CD di Rapunzel. Lo stesso anno intervenne nel disco Muero por ti - EP di Luis Lauro con il brano Muero por ti in versione spagnola ed inglese.
Nel 2012 aprì i due concerti di Demi Lovato in Messico (Città del Messico e Monterrey). Il 5 giugno fu pubblicato il suo disco omonimo, Danna Paola, che contiene undici canzoni, tra cui i successi Ruleta e Todo fue un show. L'album rimase per diverse settimane tra la Top 10 di iTunes. Lo stesso anno presentò Lo Show De Mis 15, una gara tra ragazze che aveva come premio finale la festa di compleanno dei 15 anni. A fine anno venne pubblicata la canzone It's Impossible/Somos novios di Charlie Green, con Danna Paola compresa nell'album Rainbow.

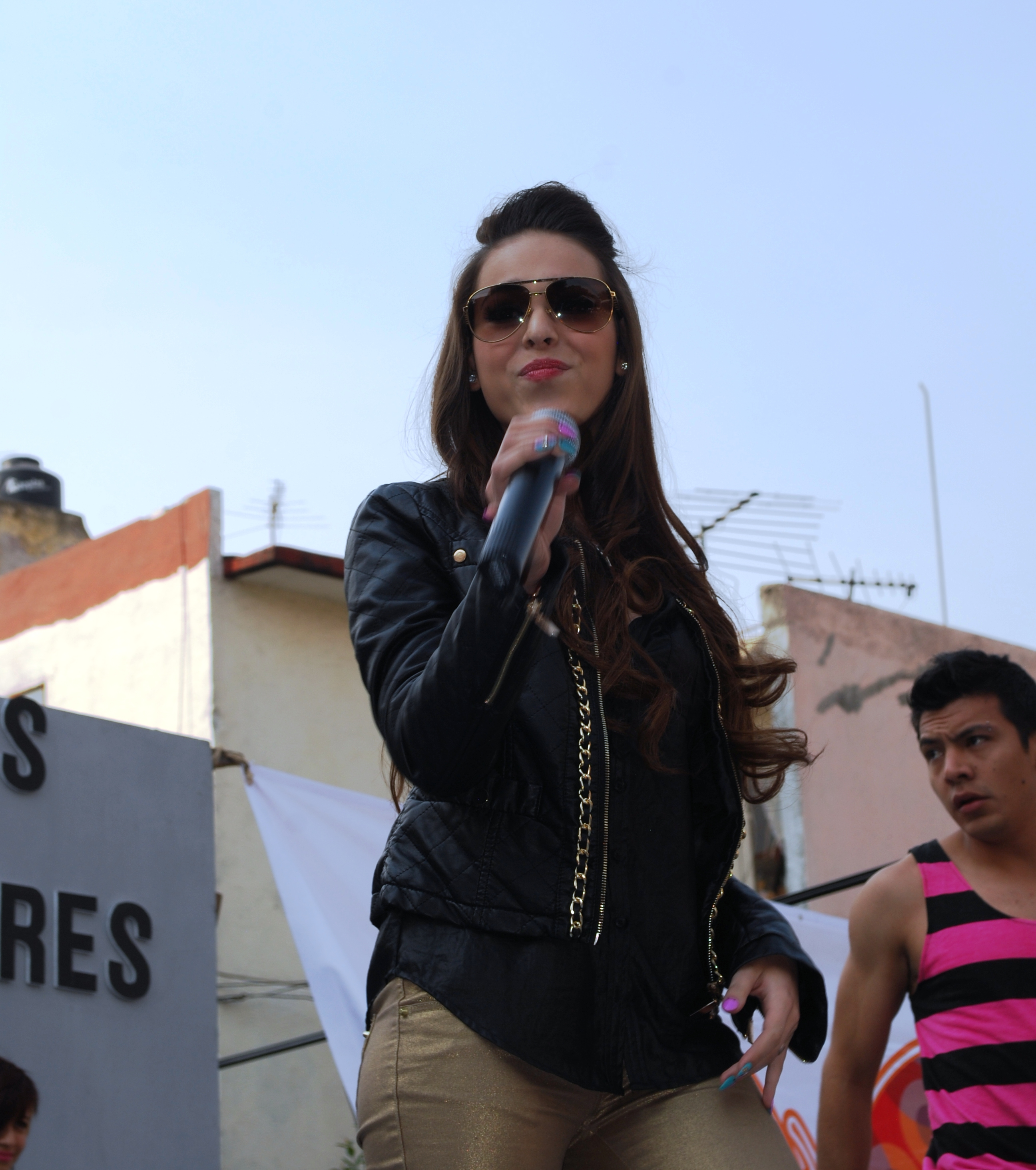
Danna Paola nel 2013

Il 13 agosto 2013 è uscita la versione Deluxe del disco Danna Paola che oltre alle undici canzoni precedenti include No es cierto, con Noel Schajris, in due versioni, quella normale e quella acustica, e Aguita, sigla della serie tv di MTV Niñas Mal 2. Ha preso parte al musical Wicked (versione latina) dove il 17 ottobre avrebbe debuttato come Elphaba, la protagonista. I personaggi sono stati scelti da Stephen Schwartz.
Nel 2015 Danna Paola ha pubblicato le canzoni Mientras Me Enamora, che è un duetto con Lalo Brito e della quale è uscito anche un video ufficiale, la seconda canzone si intitola Baila Hasta Caer in collaborazione con AtellaGali. Lo stesso annoprende parte alla serie ¿Quién es quién?, prodotta da Televisa e girata a Miami, nel ruolo di Paloma, una giovane mamma single, partecipando alla canzone di apertura della serie; ha inoltre preso parte al musical Hoy no me puedo levantar nel ruolo di Maria.
Nel 2016 ha preso parte alla serie La doña prodotta da Televisa, con il personaggio di Monica, una delle protagoniste, scrivendo e cantando la canzone El tal cupido. Lo stesso anno ha aperto un canale Youtube, che si chiama Rùles.
Nel 2017 è tornata in scena con il musical Hoy no me puedo levantar sempre nel ruolo di Maria ed ha partecipato al film ¡Como va! Lo más sencillo es complicarlo todo nel quale interpreta il ruolo di Renata. 
Dal 2018 al 2020 ha interpretato Lucrecia Montesinos Hendrich nella serie spagnola Elite, lasciando poi lo show per dedicarsi completamente alla sua carriera musicale.

## Discografia
- 2012 − Danna Paola
- 2020 − Sie7e+
- 2021 – K.O.
- 2024 - Childstar

## Filmografia

### Attrice

#### Cinema
- Arráncame la vida, regia di Roberto Sneider (2008)
- La cosa più semplice è complicare tutto (Lo más sencillo es complicarlo todo), regia di Rene Bueno (2018)

#### Televisione
- Plaza Sesamo – serie TV (1999-2010)
- Rayito de luz – serie TV (2000)
- María Belén – serie TV (2001)
- La familia P. Luche – serie TV (2002-2007)
- ¡Vivan los ninos! – serie TV (2002)
- La Parodia – serie TV (2002)
- De pocas, pocas pulcas – serie TV (2003)
- Amy, la nina de la mochila azul – serie TV (2004)
- Alegrijes y Rebujos – serie TV (2004)
- Contra viento y marea – serie TV (2005)
- Pablo y Andrea – serie TV (2005)
- El privilegio de mandar – serie TV (2005)
- La hora pico – serie TV (2007)
- Objetos perdidos – serie TV (2007)
- Muchachitas como tú – serie TV (2007)
- Querida enemiga – serie TV (2008)
- La rosa de Guadalupe – serie TV (2008)
- Atrévete a soñar – serie TV (2009-2010)
- Como dice el dicho – serie TV (2013)
- ¿Qiuén es Quién? – serie TV (2015-2016)
- La Doña – serie TV (2016-2017)
- José José – serie TV (2018)
- Élite – serie TV (2018-2020)

### Doppiaggio

#### Animazione
- Rapunzel in Rapunzel - L'intreccio della torre (America Latina)
- Tip Tucci in Home - A casa (America Latina)
- Raya in Raya e l'ultimo drago (America Latina)

#### Live-action
- Cynthia Erivo in Wicked (America Latina)

## Teatro
- Regina: un musical para una nación que despierta (2003)
- Anita la huerfanita (2004)
- Wicked (2013)
- Hoy no me puedo levantar (2015 e 2017)

## Doppiatrici italiane
Nelle versioni in italiano delle opere in cui ha recitato, Danna Paola è stata doppiata da:
- Vittoria Bartolomei in Élite

## Riconoscimenti
- 2001 – El Heraldo de Mexico 
  - Rivelazione femminile per Maria Belen
- 2006 – Bravo Awards 
  - Miglior attrice infantile in teatro per Anita la huerfanita
- 2006 – Premi TVyNovelas
  - Miglior attrice infantile per Pablo y Andrea
- 2008 – Premi TvyNovelas
  - Candidatura per Miglior attrice infantile per Muchachitas como tu
- 2009 – Premi TvyNovelas 
  - Candidatura per Miglior attrice giovanile per Querida Enemiga
- 2009 – Premios Oye!
  - Miglior canzone scritta per un film o una serie Tv con Mundo de Caramelo
- 2010 – Premios Oye!
  - Candidatura per Miglior canzone scritta per un film o una serie Tv con Yo soy tu amigo fiel
- 2010 – Premi TvyNovelas
  - Miglior tema musicale per Atrévete a soñar
- 2010 – Premi TvyNovelas
  - Miglior attrice giovanile per Atrévete a soñar
- 2010 – Kids' Choice Awards México
  - Candidatura per Personaggio femminile preferito di una serie per Atrévete a soñar
- 2010 – Kids' Choice Awards México 
  - Promessa
- 2011 – Premios Juventud
  - Candidatura per Dream Chic
- 2011 – Yahoo! Premios Mexico
  - come OMG! Stella del 2010
- 2012 – Kids' Choice Awards
  - Candidatura per Artista latino preferito
- 2012 – Kids' Choice Awards México
  - Solista Latino Preferito
- 2012 – MTV Europe Music Awards
  - Candidatura per Artista Latino Preferito
- 2013 – Kids' Choice Awards
  - Candidatura per Artista Latino Preferito
- 2013 – Kids' Choice Awards México
  - Twitter Preferito
- 2021 - Latin Grammy Awards
  - Candidatura come Miglior Album Pop Vocale per K.O.